# Pteronymia zerlina
Pteronymia zerlina är en fjärilsart som beskrevs av William Chapman Hewitson 1855. Pteronymia zerlina ingår i släktet Pteronymia och familjen praktfjärilar. Inga underarter finns listade.

## Bildgalleri

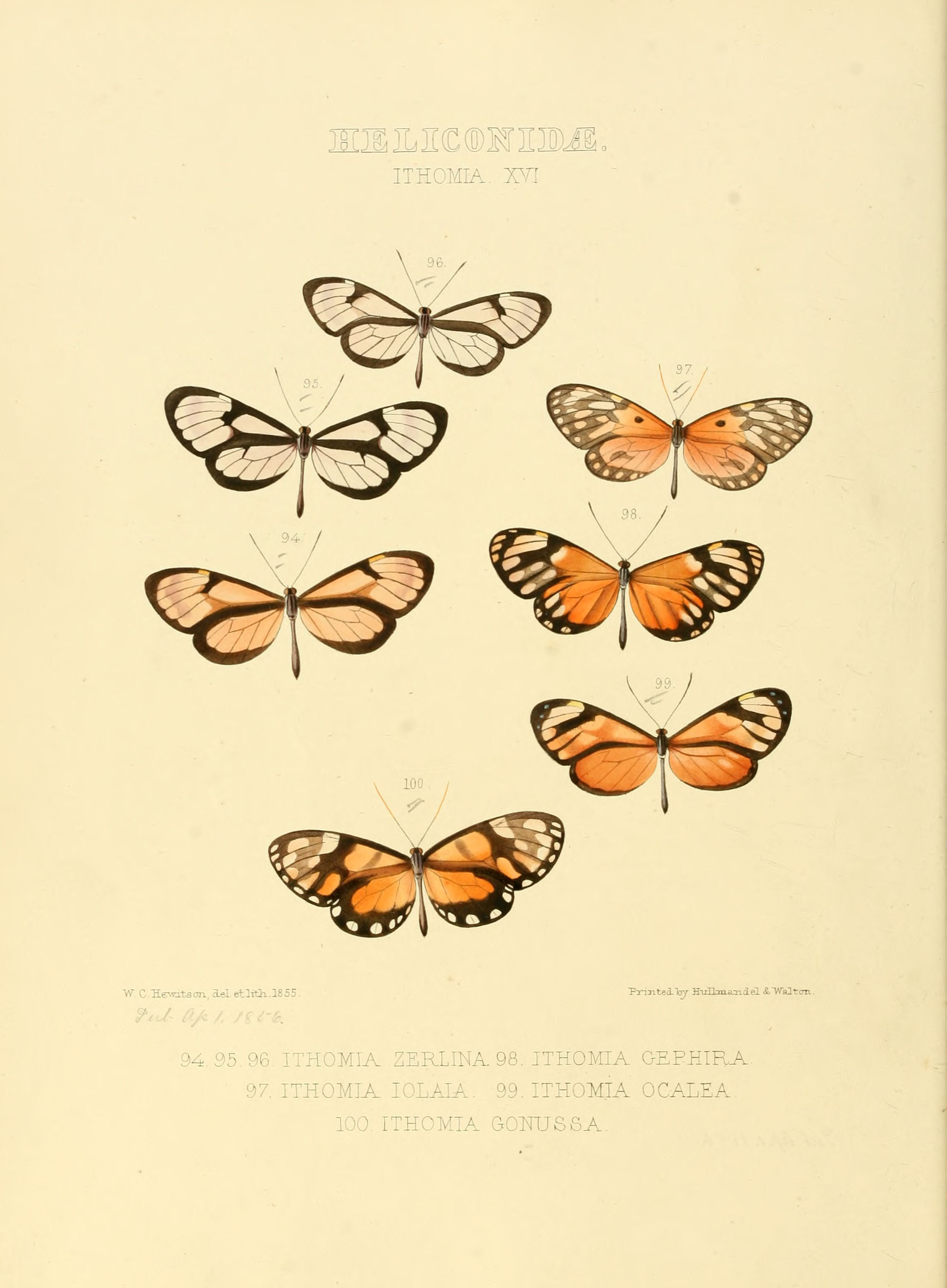
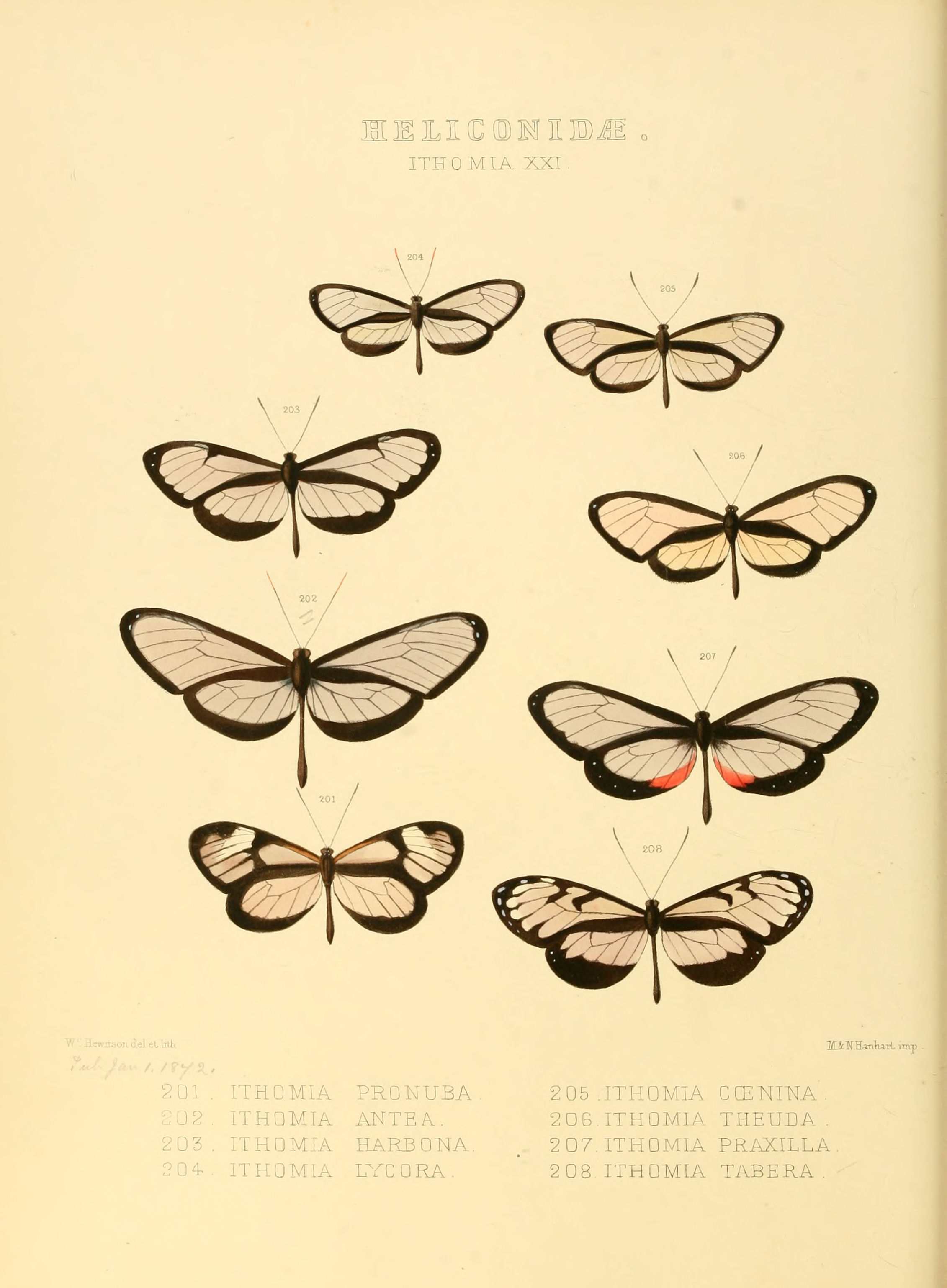